# Edizioni di Citofonare Rai 2
In questa voce sono elencate e descritte le edizioni del programma Citofonare Rai 2, in onda su Rai 2 dal 16 settembre 2023, condotto da Paola Perego e Simona Ventura.

## Edizione 1 (2021-2022)
La prima edizione è in onda dal 3 ottobre 2021 al 15 maggio 2022, per 30 puntate.
Il 10 aprile 2022 il programma è stato condotto dalla sola Simona Ventura a causa della positività al Covid-19 di Paola Perego.
In questa edizione Simon & The stars, Massimo Cannoletta e Elena Ballerini sono ospiti fissi.

## Edizione 2 (2022-2023)
La seconda edizione è in onda dal 25 settembre 2022 all'11 giugno 2023, per 33 puntate.
In questa edizione Antonella Elia, Simon & The stars e Valeria Graci sono ospiti fissi. 
La puntata del 26 febbraio 2023 è in onda solo su Rai Play.

## Edizione 3 (2023-2024)
La terza edizione è in onda dal 1 ottobre 2023 al 26 maggio 2024, per 31 puntate.
In questa edizione Gene Gnocchi, Simon & The stars, Valeria Graci e Antonella Elia sono ospiti fissi.
Il 28 gennaio 2024 il programma è stato condotto dalla sola Simona Ventura.
Da questa edizione l'inizio del programma viene anticipato dalle 11:15 alle 10:30, proponendo un'anteprima di circa mezz'ora.
Il 12 ed il 19 novembre il programma non è in onda a causa di eventi sportivi.
| Puntata | Data       | Ospiti                                                                                   | Ascolti                     | Ascolti                     | Ascolti        | Ascolti | Ascolti        | Ascolti  | Fonti  |
| Puntata | Data       | Ospiti                                                                                   | Aspettando Citofonare Rai 2 | Aspettando Citofonare Rai 2 | Parte I        | Parte I | Parte II       | Parte II | Fonti  |
|         |            |                                                                                          | Telespettatori              | Share                       | Telespettatori | Share   | Telespettatori | Share    | Fonti  |
| ------- | ---------- | ---------------------------------------------------------------------------------------- | --------------------------- | --------------------------- | -------------- | ------- | -------------- | -------- | ------ |
| 1       | 01/10/2023 |                                                                                          |                             |                             |                |         |                |          | Fonti  |
| 2       | 08/10/2023 |                                                                                          |                             |                             |                |         |                |          | [ 4 ]  |
| 3       | 15/10/2023 |                                                                                          |                             |                             |                |         |                |          | [ 5 ]  |
| 4       | 22/10/2023 | Samuel Peron, Angelo Madonia, Paola Ferrari, Marina Perzy, Susanna Messaggio             |                             |                             |                |         |                |          | [ 6 ]  |
| 5       | 29/10/2023 | Cesare Bocci, Vera Gemma, Francesco Pannofino                                            |                             |                             |                |         |                |          | [ 7 ]  |
| 6       | 05/11/2023 | Sara Croce, Luca Favilla, Massimo Boldi, Enzo Salvi                                      |                             |                             |                |         |                |          | [ 8 ]  |
| 7       | 26/11/2023 | Serena Bortone, Katia Ricciarelli, Paolo Belli, Giovanni Terzi, Giada Lini, Samuel Peron |                             |                             |                |         |                |          | [ 9 ]  |
| 8       | 03/12/2023 |                                                                                          |                             |                             |                |         |                |          | [ 10 ] |
| 9       | 10/12/2023 |                                                                                          |                             |                             |                |         |                |          | [ 11 ] |
| 10      | 24/12/2023 |                                                                                          |                             |                             |                |         |                |          | [ 12 ] |
| 11      | 31/12/2023 | Paolo Mengoli, Maria Teresa Ruta, Signora Coriandoli, Santo Pirrotta                     |                             |                             |                |         |                |          | [ 13 ] |
| 12      | 07/01/2024 | Giancarlo Magalli, Alessandra Canale, Franco Miseria, Manuel Frajo, Marina Perzy         |                             |                             |                |         |                |          | [ 14 ] |
| 13      | 14/01/2024 | Pierluigi Diaco, Monica Leofreddi, Marina Perzy                                          |                             |                             |                |         |                |          | [ 15 ] |
| 14      | 21/01/2024 | Mauro Coruzzi, Marta Cagnola, Ninetto Davoli                                             |                             |                             |                |         |                |          | [ 16 ] |
| 15      | 28/01/2024 | Mauro Coruzzi, Santo Pirrotta, Rossella Erra, Valerio Scanu                              |                             |                             |                |         |                |          | [ 17 ] |
| 16      | 04/02/2024 | Claudio Cecchetto, Mauro Coruzzi, Santo Pirrotta, Rossella Erra                          |                             |                             |                |         |                |          | [ 18 ] |
| 17      | 11/02/2024 | Maria Giovanna Elmi, Rosanna Cancellieri, Santo Pirrotta, Rossella Erra                  |                             |                             |                |         |                |          | [ 19 ] |
| 18      | 18/02/2024 | La Sad, Carlo Massarini, Santo Pirrotta, Rossella Erra                                   |                             |                             |                |         |                |          | [ 20 ] |
| 19      | 25/02/2024 | Paolo Belli, Silvia Salemi, Rossella Erra                                                |                             |                             |                |         |                |          | [ 21 ] |
| 20      | 03/03/2024 | Paolo Mengoli, Andrea Roncato, Rossella Erra                                             |                             |                             |                |         |                |          | [ 22 ] |
| 21      | 10/03/2024 |                                                                                          |                             |                             |                |         |                |          | [ 23 ] |
| 22      | 17/03/2024 |                                                                                          |                             |                             |                |         |                |          | [ 24 ] |
| 23      | 31/03/2024 |                                                                                          |                             |                             |                |         |                |          | [ 25 ] |
| 24      | 07/04/2024 | Gabriele Cirilli, Max Tortora                                                            |                             |                             |                |         |                |          | [ 26 ] |
| 25      | 14/04/2024 | Jalisse, Valeria Marini, Gabriella Labate, Martufello, Pierfrancesco Pingitore           |                             |                             |                |         |                |          | [ 27 ] |
| 26      | 21/04/2024 | Enzo Paolo Turchi, Carmen Russo, Massimo Perla, Gloria Guida, Carlo Conti                |                             |                             |                |         |                |          | [ 28 ] |
| 27      | 28/04/2024 | Fioretta Mari, Patrizia Pellegrino, Francesco Paolantoni, Nina Soldano, Andy Luotto      |                             |                             |                |         |                |          | [ 29 ] |
| 28      | 05/05/2024 | Rosanna Fratello, Rossella Erra, Pino Strabioli, Enrica Bonaccorti                       |                             |                             |                |         |                |          | [ 30 ] |
| 29      | 12/05/2024 | Maria Teresa Ruta, Guenda Doria, Flora Canto, Federica Cifola, Rosanna Vaudetti          |                             |                             |                |         |                |          | [ 31 ] |
| 30      | 19/05/2024 | Charlie Gnocchi, Signora Coriandoli, Bobby Solo                                          |                             |                             |                |         |                |          | [ 32 ] |
| 31      | 26/05/2024 | Gabriele Cirilli, Signora Coriandoli, Pietro delle Piane                                 |                             |                             |                |         |                |          | [ 33 ] |

## Edizione 4 (2024 - 2025)
La quarta edizione è in onda dal 15 settembre 2024 al 1 giugno 2025, per 34 puntate,
In questa edizione Gene Gnocchi, Rossella Erra, Santo Pirrotta, Simon & The stars e Antonella Elia sono ospiti fissi.
La puntata del 22 dicembre viene sostituita da uno speciale Telethon, condotto sempre da Ventura e Perego.
Il 29 dicembre, il 2 febbraio e il 23 febbraio il programma non è in onda a causa di eventi sportivi.
| Puntata | Data       | Ospiti | Ascolti                     | Ascolti                     | Ascolti        | Ascolti | Ascolti        | Ascolti  | Fonti  |
| Puntata | Data       | Ospiti | Aspettando Citofonare Rai 2 | Aspettando Citofonare Rai 2 | Parte I        | Parte I | Parte II       | Parte II | Fonti  |
| Puntata | Data       | Ospiti | Telespettatori              | Share                       | Telespettatori | Share   | Telespettatori | Share    | Fonti  |
| ------- | ---------- | --- | --------------------------- | --------------------------- | -------------- | ------- | -------------- | -------- | ------ |
| 1       | 15/09/2024 | Giancarlo Magalli, Rosanna Vaudetti, Carlo Conti                                                                | 270 000                     | 4.5%                        | 366 000        | 5.5%    | 492.000        | 5.4%     | [ 36 ] |
| 2       | 22/09/2024 | Adriano Panatta, Massimo Lopez, Gemelli di Guidonia                                                             | 309 000                     | 5.2%                        | 387 000        | 5.8%    | 524.000        | 5.8%     | [ 38 ] |
| 3       | 29/09/2024 | Nini Salerno, Franco Oppini, Umberto Smaila, Francesco Oppini, Rudy Smaila                                      | 312.000                     | 4.8%                        | 334.000        | 4.9%    | 487.000        | 5.2%     | [ 39 ] |
| 4       | 06/10/2024 | Flora Canto, Tosca D'Aquino, Giorgio Panariello, Anna Mazzamauro                                                | 297 000                     | 4.5%                        | 330.000        | 4.8%    | 565.00         | 6.1%     | [ 40 ] |
| 5       | 13/10/2024 | Elenoire Casalegno, Samantha de Grenet, Giovanna Ralli                                                          | 157.000                     | 2.6%                        | 345.000        | 4.8%    | 479.000        | 5.0%     | [ 41 ] |
| 6       | 20/10/2024 | Fabrizio Biggio, Michela Andreozzi, Corinne Clery, Barbara Bouchet                                              | 288.000                     | 4.3%                        | 395.000        | 51%     | 487.000        | 5.6%     | [ 42 ] |
| 7       | 27/10/2024 | Simona Izzo, Alice Venditti, Massimo Ghini, Emanuel Caserio                                                     | 312 000                     | 4.6%                        | 391.000        | 5.2%    | 618 000        | 6.1%     | [ 43 ] |
| 8       | 03/11/2024 | Milena Miconi, Angela Melillo, Matilde Brandi, Marco Columbro, Lorella Cuccarini                                |                             |                             |                |         |                |          | [ 44 ] |
| 9       | 10/11/2024 | Valentina Persia, Sergio Assisi, Maurizio Mattioli                                                              |                             |                             |                |         |                |          | [ 45 ] |
| 10      | 16/11/2024 | Paolo Ruffini, Roberto Da Crema, Benedicta Boccoli, Deborah Caprioglio, Vittoria Belvedere                      |                             |                             |                |         |                |          | [ 46 ] |
| 11      | 24/11/2024 | Jasmine Carrisi, Romina Carrisi, Laura Efrikian                                                                 |                             |                             |                |         |                |          | [ 47 ] |
| 12      | 01/12/2024 | Marco Morandi, Marianna Morandi, Arianna David, Alessandra Mussolini                                            |                             |                             |                |         |                |          | [ 48 ] |
| 13      | 08/12/2024 | Nathalie Caldonazzo, Carlo Amleto, Alda D'Eusanio,                                                              |                             |                             |                |         |                |          | [ 49 ] |
| 14      | 15/12/2024 | Annalisa Minetti, Luisa Corna, Patrizio Rispo, Riccardo Polizzy Carbonelli, Marina Tagliaferri, Ilenia Lazzarin |                             |                             |                |         |                |          | [ 50 ] |
| 15      | 05/01/2025 | Nadia Rinaldi, Manuela Villa                                                                                    |                             |                             |                |         |                |          | [ 51 ] |
| 16      | 12/01/2025 | Jalisse, Valerio Scanu                                                                                          |                             |                             |                |         |                |          | [ 52 ] |
| 17      | 19/01/2025 | Naike Rivelli, Patrizia Rossetti                                                                                |                             |                             |                |         |                |          | [ 53 ] |
| 18      | 26/01/2025 | Gabriella Farinon, Rosanna Vaudetti                                                                             |                             |                             |                |         |                |          | [ 54 ] |
| 19      | 09/02/2025 | Rosanna Fratello, Jo Squillo, Pino Strabioli                                                                    |                             |                             |                |         |                |          | [ 55 ] |
| 20      | 16/02/2025 | Roberta Damiata, Nicola Santini, Jo Squillo, Enrica Bonaccorti, Rosanna Cancellieri, Wilma Goich                |                             |                             |                |         |                |          | [ 57 ] |
| 21      | 02/03/2025 | Patrizia Pellegrino, Elisabetta Ferracini                                                                       |                             |                             |                |         |                |          | [ 58 ] |
| 22      | 09/03/2025 | Lory Del Santo                                                                                                  |                             |                             |                |         |                |          | [ 59 ] |
| 23      | 16/03/2025 | Laura Ephrikian, Mauro Repetto                                                                                  |                             |                             |                |         |                |          | [ 60 ] |
| 24      | 23/03/2025 | Maria Giovanna Elmi, Mal                                                                                        |                             |                             |                |         |                |          | [ 61 ] |
| 25      | 30/03/2025 | Marco Carta, Rosanna Vaudetti, I Sansoni                                                                        |                             |                             |                |         |                |          | [ 62 ] |
| 26      | 06/04/2025 | Pago, Ivan Cattaneo, Serena Grandi                                                                              |                             |                             |                |         |                |          | [ 63 ] |
| 27      | 13/04/2025 | Valeria Fabrizi,Angela Melillo, Carmen Russo                                                                    |                             |                             |                |         |                |          | [ 64 ] |
| 28      | 20/04/2025 | Barbara Bouchet                                                                                                 |                             |                             |                |         |                |          | [ 65 ] |
| 29      | 27/04/2025 | Rita Forte, Roberta Capua, Tiberio Timperi                                                                      |                             |                             |                |         |                |          | [ 66 ] |
| 30      | 04/05/2025 | Emanuel Caserio, Clara Danese                                                                                   |                             |                             |                |         |                |          | [ 67 ] |
| 31      | 11/05/2025 | Angelo Perrone, Carramba Boys, Natasha Stefanenko, Tosca D'Aquino                                               |                             |                             |                |         |                |          | [ 68 ] |
| 32      | 18/05/2025 | Emanuela Folliero                                                                                               |                             |                             |                |         |                |          | [ 69 ] |
| 33      | 25/05/2025 | Iva Zanicchi |                             |                             |                |         |                |          | [ 70 ] |
| 34      | 01/06/2025 | Signora Coriandoli, Loredana Lecciso, Jasmine Carrisi, Amanda Lecciso                                           |                             |                             |                |         |                |          | [ 71 ] |